# 역평행사변형

정의에 따른 역평행사변형의 그림

평면 기하에서 역평행사변형(Antiparallelogram,逆平行四邊形)은 두 쌍의 대변이 각각 길이가 같고 교차하는 사각형이다. 역평행사변형의 네 꼭짓점을 꼭짓점으로 갖는 볼록사각형을 만들면 등변사다리꼴이 된다.

## 다면체
일부 고른 다면체인 사면반육면체, 육면반팔면체, 팔면반팔면체, 작은 마름모육면체, 작은 이십면반십이면체,  작은 십이면반십이면체 vertex figure 로 역평행사변형을 가지고 있다. 그래서 그 쌍대다면체는 면에 역평행사변형을 가지고 있다.

## 종류
| - 일반적인 사각형 - 사다리꼴 - 등변사다리꼴 - 연꼴 - 평행사변형 - 마름모 - 직사각형 - 정사각형 |